# Peter Morgan
Peter Julian Robin Morgan (Wimbledon, Londres, 10 de abril de 1963) es un dramaturgo británico. En febrero de 2017, Morgan recibió un Premio Laurence Olivier y un Premio Tony, al igual que un Premio Óscar, y dos nominaciones a los Premios Globo de Oro. Recibió numerosos elogios, incluyendo de la reina Isabel II, por escribir para teatro, cine y televisión sobre la Corona británica.
Es el dramaturgo detrás de las aclamadas obras Frost/Nixon (2005), The Audience: Rush (2009) y The Damned United (2008), La otra Bolena (2006), El último rey de Escocia (2008). También escribió los guiones de Frost/Nixon (2006) y The Queen nominaciones por Premio Óscar. Obtuvo aclamación como guionista y recibió un Premio Tony a la mejor obra (2022), siendo el primero nominado al Patriots (2013) y The Jury (2002), la película The Deal (2003), y la película Longford (2006). También por The Crown (2016-2023).

## Carrera

### 1988–2005: comienzos de su carrera
Morgan escribió guiones de televisión durante la década de 1990, incluido un episodio de Rik Mayall Presents... y el estreno de comedia El Cofre. Escribió el guion de la comedia romántica Martha, Meet Frank, Daniel and Laurence (1998). También trabajó como guionista adicional de Madame Sousatzka (1988), coguionista del cortometraje Dear Rosie de Londres en 1994.[cita requerida]

### 2006–2011: avance y reconocimiento

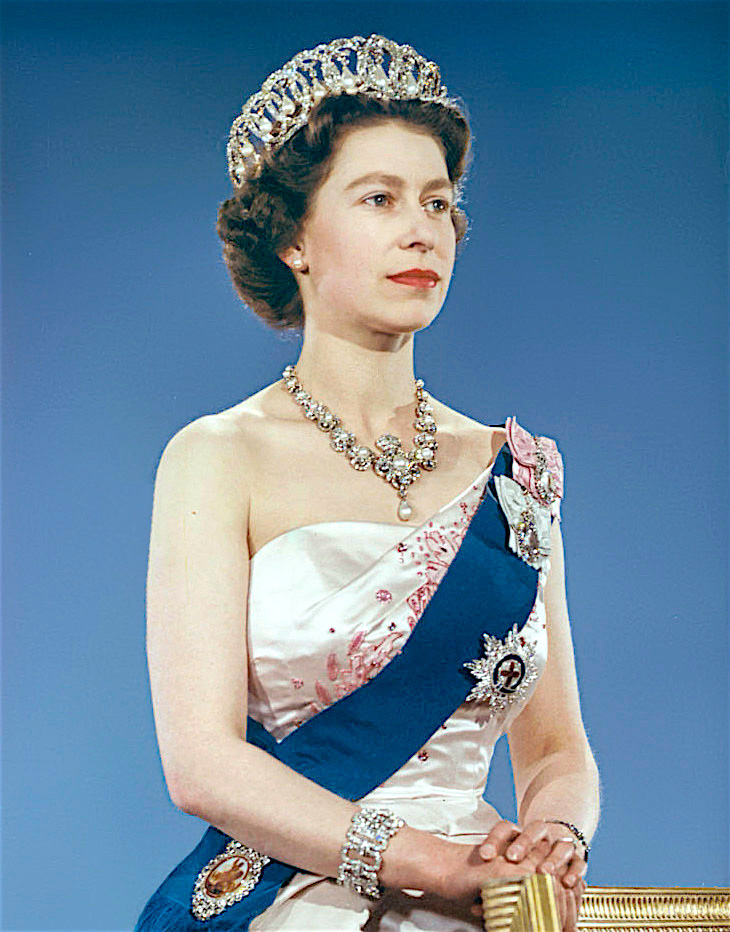
Morgan ha escrito extensamente sobre la Reina Isabel II en The Queen (2006), The Audience (2013), y The Crown (2016-2023)

En 2006 se estrenó The Queen, que mostraba cómo la muerte de la princesa Diana afectó al primer ministro Tony Blair y a la Familia Real. La película se estrenó en el Festival de Venecia, donde fue aclamada por la crítica. La película recibió 6 nominaciones a los Óscar, incluida la de Mejor Película. Morgan también recibió una nominación al mejor guion. Morgan recibió el Globo de Oro de la Prensa Extranjera de Hollywood por su guion, y Helen Mirren ganó numerosos premios por interpretar el papel principal, entre ellos el de la Academia y el Globo de Oro. En 2006 también se estrenó El último rey de Escocia, cuyo guion adaptó Morgan junto a Jeremy Brock. En 2007 ganaron conjuntamente un premio BAFTA por su trabajo en la película. En mayo de 2007, el 50.º Festival Internacional de Cine de San Francisco otorgó a Morgan el Premio Kanbar a la Excelencia en Guion.[cita requerida]
También en 2006, la primera obra de Morgan, Frost/Nixon, se representó en el teatro Donmar Warehouse de Londres. Protagonizada por Michael Sheen como David Frost y Frank Langella como Richard Nixon, la obra trata de la serie de entrevistas televisadas que el expresidente caído en desgracia concedió a Frost en 1977. Estas entrevistas terminaron con su admisión tácita de culpabilidad por su papel en el escándalo Watergate. La obra fue dirigida por Michael Grandage y se estrenó con críticas entusiastas. La obra se trasladó a Broadway en 2007, al teatro Bernard B. Jacobs, donde se representó del 21 de abril al 19 de agosto. La obra recibió tres premios Tony, uno de ellos para Morgan a la mejor obra. Langella ganó el Tony al mejor actor de teatro.[cita requerida]
En 2008 se estrenó la adaptación cinematográfica de Frost/Nixon dirigida por Ron Howard, con Sheen y Langella interpretando los papeles que tenían en el escenario. La película también estaba protagonizada por Kevin Bacon, Rebecca Hall, Mathew Macfadyen, Toby Jones, Oliver Platt y Sam Rockwell. La película se estrenó en el Festival de Cine de Londres con gran éxito de crítica. Roger Ebert la calificó con 4 estrellas y alabó el guion y las interpretaciones de los protagonistas: «Frank Langella y Michael Sheen no intentan imitar a sus personajes, sino encarnarlos». A pesar de los elogios de la crítica, la película fue un fracaso de taquilla. La película recibió cinco nominaciones a los Óscar, incluido el de mejor guion adaptado para Morgan, así como el de mejor película, que perdió frente a Slumdog Millionaire (2008).
En julio de 2009 comenzó el rodaje de la película para televisión The Special Relationship, la tercera de la "trilogía Blair" de Morgan. La película se centra en la relación de Blair (interpretada de nuevo por Michael Sheen) con el presidente estadounidense Bill Clinton, interpretado por Dennis Quaid, entre 1997 y 2000. La película también cuenta con Hope Davis como Hillary Clinton y Helen McCrory como Cherie Blair. Estaba previsto que Morgan dirigiera la película (en su debut como director), pero se retiró un mes antes de que comenzara el rodaje. Le sustituyó Richard Loncraine. La película se estrenó en HBO el 29 de mayo de 2010. Barry Morgan, de The Associated Press, declaró: «Con un reparto bien elegido y unos altos valores de producción, Relationship es un relato especialmente reflexivo, revelador y honesto sobre el poder y la política». La película también recibió críticas positivas en general, con un 83% en Rotten Tomatoes, y el consenso fue el siguiente: «Bien dirigida y con un reparto convincente, The Special Relationship ofrece una mirada inteligente a la compleja dinámica entre dos líderes mundiales». La película recibió cinco nominaciones a los premios Primetime Emmy, entre ellos el de mejor película para televisión. Morgan fue nominado al premio al Mejor Guion de Serie Limitada o Película para Televisión, que perdió frente a Adam Mazer por otra película para televisión de HBO, You Don't Know Jack (2009).[cita requerida]
En 2008, Morgan se encargó inicialmente de adaptar Tinker, Tailor, Soldier, Spy, de John le Carré, en un guion para Working Title Films, pero abandonó el proyecto y actuó como productor ejecutivo de la película. En junio de 2009, se anunció que sería el coguionista de Skyfall, la 23.ª película de James Bond. El diario Mandrake, del Daily Telegraph, informó en abril de 2010 de que Morgan había abandonado la producción después de que Sam Mendes fuera contratado para dirigir, y que Patrick Marber le sustituiría. MGM desestimó las afirmaciones del Telegraph calificándolas de especulaciones. Al final, Morgan no recibió crédito, sino que fueron Neal Purvis, Robert Wade y John Logan quienes fueron acreditados como guionistas de la película. Desde entonces ha terminado el guion de Hereafter, un thriller sobrenatural «en la línea de El sexto sentido». DreamWorks compró el guion en marzo de 2008, el desarrollo se transfirió posteriormente a Warner Bros. y el rodaje comenzó en octubre de 2009 bajo la dirección de Clint Eastwood.[cita requerida]

### 2012–presente: Expansión profesional

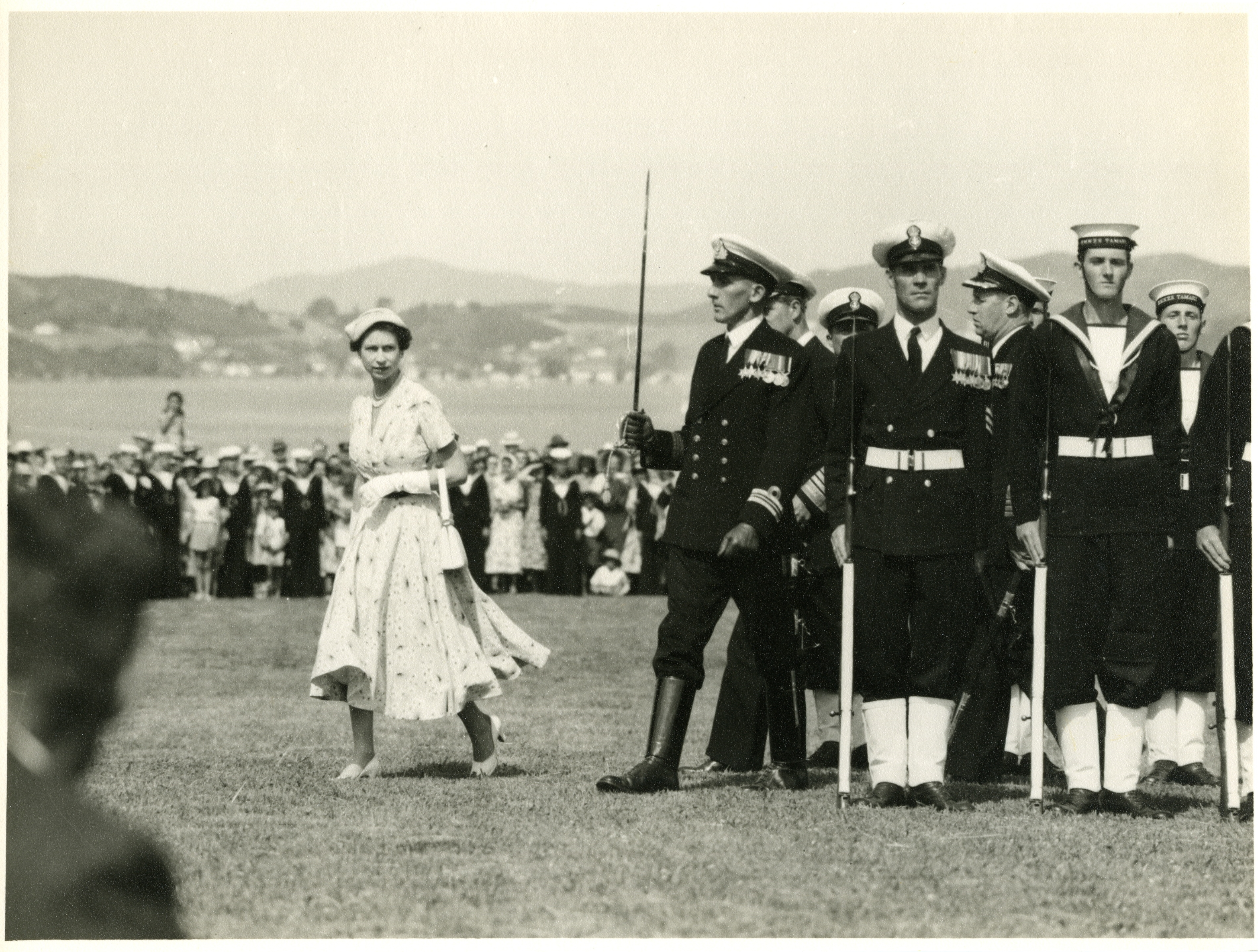
Morgan perfiló intensamente la vida pública y privada de la reina Isabel II en la serie de Netflix The Crown

Morgan es el creador y guionista de la serie dramática histórica de ficción de Netflix The Crown, una historia biográfica sobre el reinado de la reina Isabel II. La primera temporada estuvo protagonizada por Claire Foy, Matt Smith y Vanessa Kirby como la reina Isabel II, el príncipe Felipe y la princesa Margarita. Jared Harris y John Lithgow interpretaron al Rey Jorge VI y a Winston Churchill. La serie ha sido aclamada por la crítica y ha recibido varias nominaciones a los premios Primetime Emmy, entre ellas la de Foy como actriz principal destacada en una serie dramática y la de Lithgow como actor secundario destacado en una serie dramática. En las temporadas 3 y 4 se produjeron cambios en el reparto: Olivia Colman, Tobias Menzies y Helena Bonham Carter sustituyeron a Foy, Smith y Kirby. En las temporadas 5 y 6 se produjeron un último cambio: Imelda Staunton, Jonathan Pryce, Lesley Manville y Elizabeth Debicki sostituyeron a Colman, Manzies, Carter y Debicki como la princesa Diana de Gales.Morgan ha recibido tres nominaciones a los premios Primetime Emmy como guionista destacado de una serie dramática por escribir los episodios «Assassins» (2016), «Mystery Man» (2017) y «Aberfan» (2019).[cita requerida]

## Lista de obras

### Cine
| Año  | Título                                        | Notas                                           |
| ---- | --------------------------------------------- | ----------------------------------------------- |
| 1988 | Madame Sousatzka                              | Material adicional escrito por                  |
| 1990 | Dear Rosie                                    | Corto; coguionista                              |
| 1991 | King Ralph                                    | Reescritura                                     |
| 1992 | The Silent Touch                              | Coguionista                                     |
| 1998 | Martha, Meet Frank, Daniel and Laurence       |                                                 |
| 2006 | The Queen                                     |                                                 |
| 2006 | The Last King of Scotland                     | Coguionista                                     |
| 2008 | The Other Boleyn Girl                         |                                                 |
| 2008 | Frost/Nixon                                   | Guion, productor ejecutivo                      |
| 2009 | The Damned United                             | Guion, productor ejecutivo                      |
| 2009 | State of Play                                 | Reescritura                                     |
| 2010 | Hereafter                                     | Escrito por, Productor Ejecutivo                |
| 2011 | 360                                           |                                                 |
| 2011 | Tinker Tailor Soldier Spy                     | Productor ejecutivo                             |
| 2013 | Rush                                          | Escrito por, Productor                          |
| 2018 | Bohemian Rhapsody                             | Relato                                          |
| 2022 | Mein Vater, der Fürst (My Father, The Prince) | Productor ejecutivo                             |
| TBA  | Thrilla in Manila                             | Título provisional; próxima película de Ang Lee |

### Televisión
| Año       | Título                                   | Notas                                                       |
| --------- | ---------------------------------------- | ----------------------------------------------------------- |
| 1989      | 4 Play                                   | Guionista, 1 episodio "Shalom Joan Collins"                 |
| 1992      | Inferno                                  |                                                             |
| 1993      | Micky Love                               | Escrito por                                                 |
| 1997      | The Chest                                | Guion                                                       |
| 2000      | Metropolis                               |                                                             |
| 2002      | The Jury                                 | Written by, Executive Producer - 6 Episodes                 |
| 2003      | The Deal                                 | Escrito por, Productor Asociado                             |
| 2003      | Henry VIII                               | Escrito por, Productor Asociado                             |
| 2005      | Colditz                                  | Escrito por                                                 |
| 2006      | Longford                                 | Escrito por, Productor Asociado                             |
| 2010      | The Special Relationship                 | Escrito por, Productor Asociado                             |
| 2013      | National Theatre Live: The Audience      |                                                             |
| 2014      | The Lost Honour of Christopher Jefferies | Escrito por, Productor Asociado                             |
| 2016–2023 | The Crown                                | Creado por, Escrito por, Productor ejecutivo - 60 Episodios |

## Premios y nominaciones
Premios Óscar
| Año  | Categoría            | Película        | Resultado |
| ---- | -------------------- | --------------- | --------- |
| 2007 | Mejor guion original | The Queen       | Nominado  |
| 2009 | Mejor guion adaptado | Frost/Nixon     | Nominado  |
| 2015 | Mejor película       | American Sniper | Nominado  |

Premios Globo de Oro
| Año  | Categoría                                  | Película                 | Resultado |
| ---- | ------------------------------------------ | ------------------------ | --------- |
| 2006 | Mejor Guion - Película                     | The Queen                | Ganador   |
| 2007 | Mejor miniserie o película para televisión | Longford                 | Ganador   |
| 2009 | Mejor Guion - Película                     | Frost/Nixon              | Nominado  |
| 2016 | Mejor serie de televisión - Drama          | The Crown – Temporada: 1 | Ganador   |
| 2017 | Mejor serie de televisión - Drama          | The Crown – Temporada: 2 | Nominado  |
| 2019 | Mejor serie de televisión - Drama          | The Crown – Temporada: 3 | Nominado  |
| 2020 | Mejor serie de televisión - Drama          | The Crown – Temporada: 4 | Ganador   |